# Le Bourg (Lot)
Le Bourg is een gemeente in het Franse departement Lot (regio Occitanie) en telt 246 inwoners (1999). De oppervlakte bedraagt 13,15 km², de bevolkingsdichtheid is 18 inwoners per km².

## Demografie
Onderstaande figuur toont het verloop van het inwonertal (bron: INSEE-tellingen).

1. ↑  Populations de référence 2022.